# ماونتن لیک پارک (مریلند)
ماونتن لیک پارک (به انگلیسی: Mountain Lake Park) شهری در ایالت مریلند کشور ایالات متحده آمریکا است که جمعیت آن در سرشماری سال ۲۰۱۰ میلادی، ۲٬۰۹۲ نفر بوده‌است.